# 威廉·加尔布雷思
威廉·加尔布雷思（英語：William Galbraith，1906年9月15日—1994年8月9日），美国男子体操运动员、军事人物。他曾代表美国获得1932年夏季奥运会体操比赛男子爬绳银牌。他于1994年在弗吉尼亚州威廉斯堡去世。